# Поколень
Поколень, Поколені (рум. Pocoleni) — село у повіті Сучава в Румунії. Входить до складу комуни Редешень.
Село розташоване на відстані 340 км на північ від Бухареста, 16 км на південь від Сучави, 106 км на захід від Ясс.

## Населення
За даними перепису населення 2002 року у селі проживали 222 особи, усі — румуни. Усі жителі села рідною мовою назвали румунську.